# Hrabivka, Kulîkivka
Hrabivka (în ucraineană Грабівка) este o comună în raionul Kulîkivka, regiunea Cernihiv, Ucraina, formată numai din satul de reședință.

## Demografie
Componența lingvistică a comunei Hrabivka
     Ucraineană (98,39%)
     Rusă (1,44%)
     Alte limbi (0,16%)
Conform recensământului din 2001, majoritatea populației comunei Hrabivka era vorbitoare de ucraineană (98,39%), existând în minoritate și vorbitori de rusă (1,44%).